# Panorama archeologico sasanide della regione di Fars
Il Panorama archeologico sasanide della regione di Fars sono un sito seriale inserito dall'UNESCO nella lista del Patrimonio Mondiale il 30 giugno 2018. La serie comprende otto siti archeologici otto sasanidi situati nel sud-est della provincia di Fars, in Iran.

## Gli otto luoghi del sito seriale
| Sito                        | Immagine | Posizione                       |
| --------------------------- | -------- | ------------------------------- |
| Qal'eh Dokhtar              |          | Firuzabad 28°55′15″N 52°31′48″E |
| Ardashir Investiture Relief |          | Firuzabad 28°55′00″N 52°32′15″E |
| Victory Relief of Ardashir  |          | Firuzabad 28°54′36″N 52°32′27″E |
| Ardashir Khurreh            |          | Firuzabad 28°51′08″N 52°31′57″E |
| Palazzo di Ardashir         |          | Firuzabad 28°53′53″N 52°32′21″E |
| Città di Bishapur           |          | Bishapur 29°46′39″N 51°34′14″E  |
| Grotta di Sapore I          |          | Bishapur 29°48′25″N 51°36′47″E  |
| Palazzo Sarvestan           |          | Sarvestan 29°11′44″N 53°13′52″E |